# Uncinia uncinata
Uncinia uncinata är en halvgräsart som först beskrevs av Carl von Linné d.y., och fick sitt nu gällande namn av Georg Kükenthal. Uncinia uncinata ingår i släktet Uncinia och familjen halvgräs. Inga underarter finns listade i Catalogue of Life.

## Bildgalleri

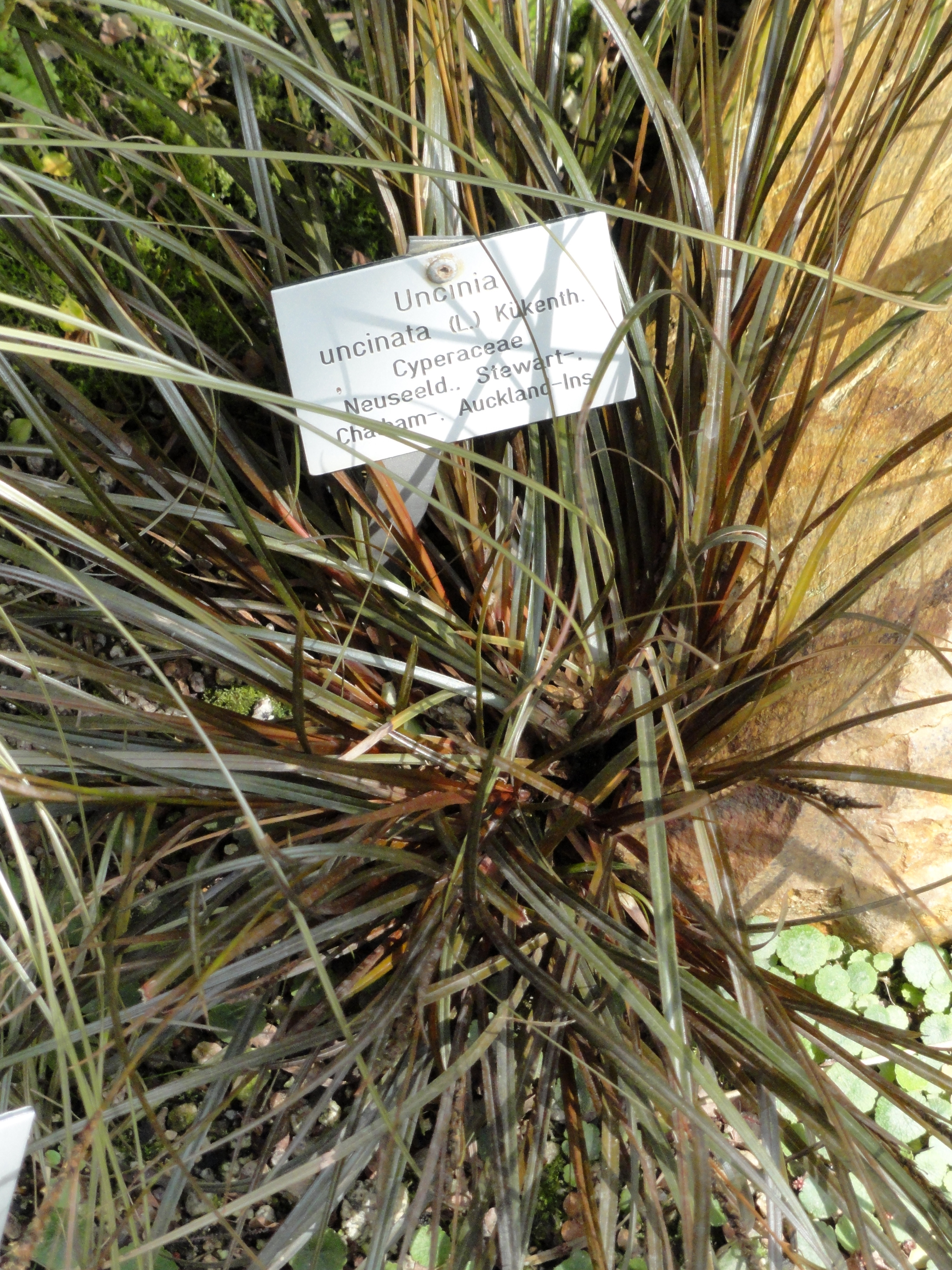
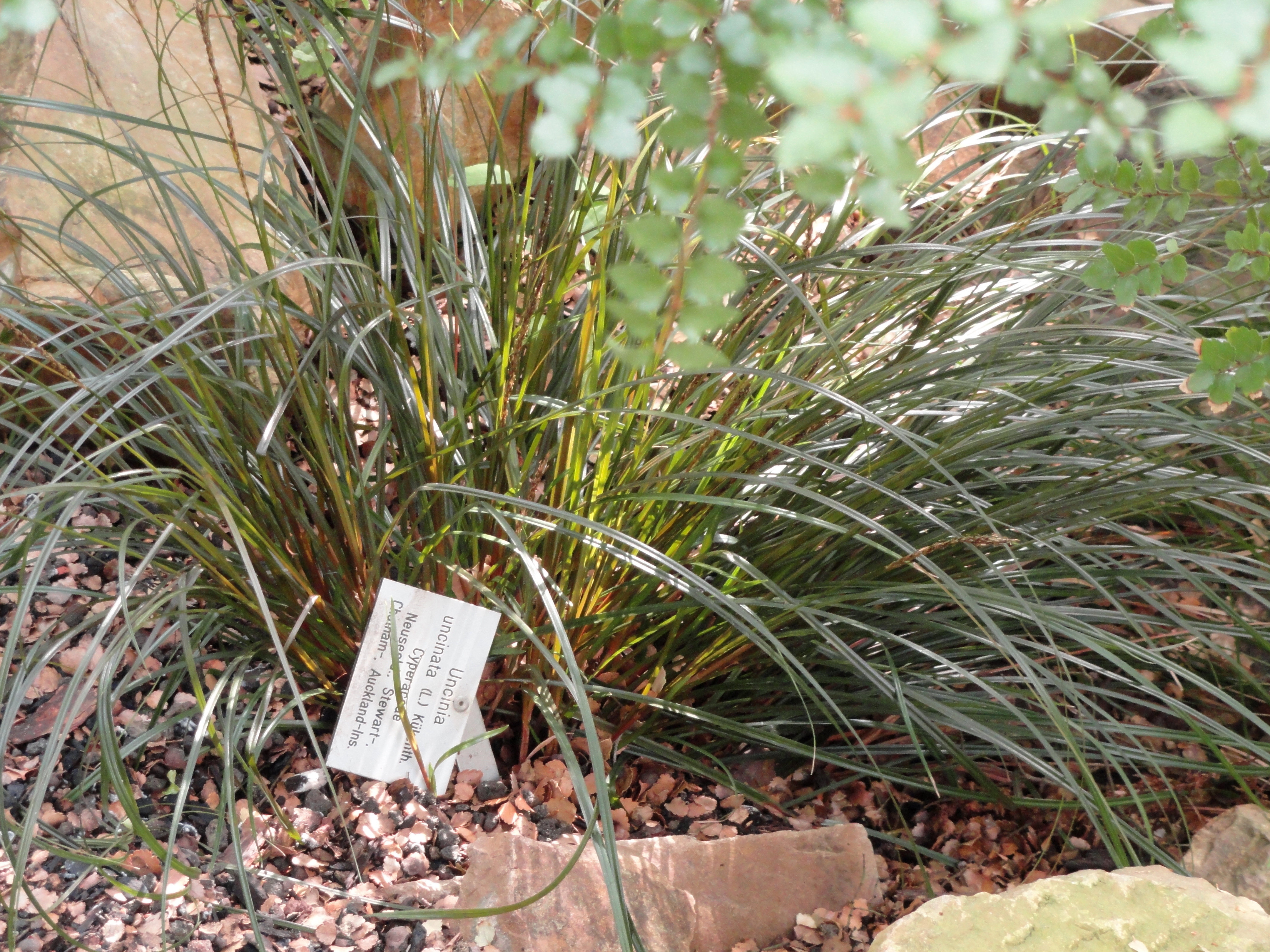
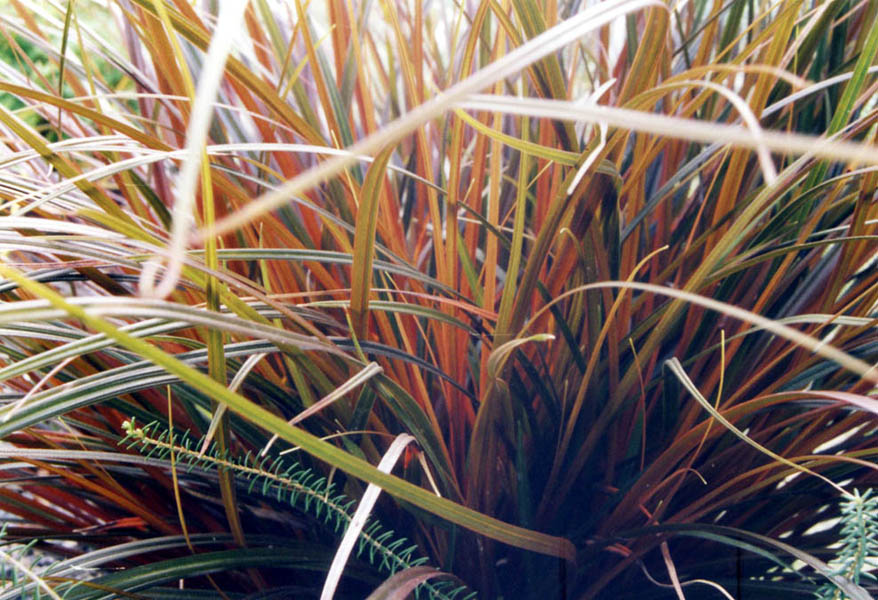
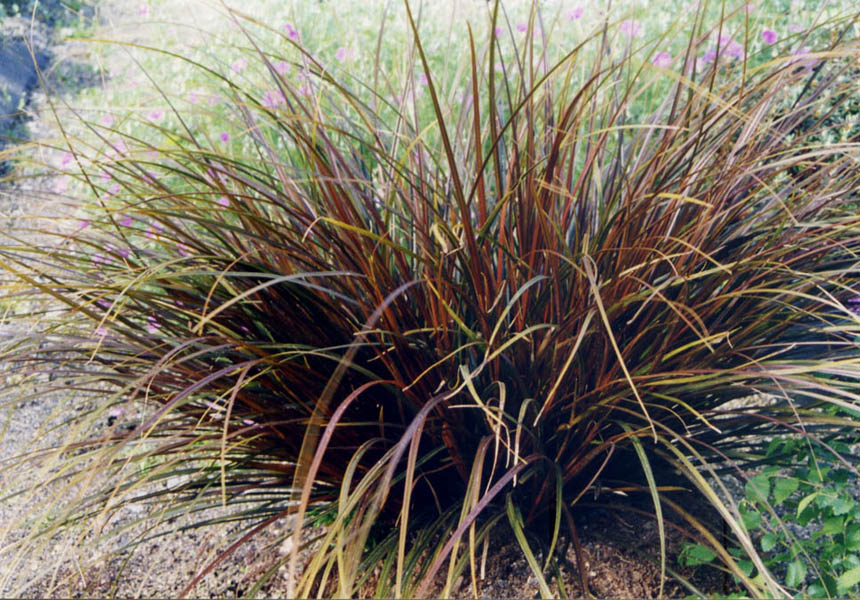